# Liste der Wüstungen im Okres Domažlice
Die Liste der Wüstungen im Okres Domažlice listet die Wüstungen im Okres Domažlice im Plzeňský kraj auf, unterteilt nach den Gemeinden, auf deren Gebiet sie liegen.
Im Okres Domažlice entstanden viele Wüstungen durch die Vertreibung der Deutschen aus der Tschechoslowakei nach 1945 und den Bau der Grenzbefestigungen der Tschechoslowakei im Kalten Krieg.
Das liegt an der grenznahen Lage des Okres Domažlice. In anderen Gegenden von Tschechien gibt es durchaus auch viele Wüstungen, die durch die Anlage von Truppenübungsplätzen oder durch den Bau von Staudämmen entstanden sind.
Die in der Spalte Nr. angegebenen Nummern verlinken auf den tschechischen Denkmalschutz.

## Nachweise
Die deutschen Bezeichnungen der Orte und Einöden befinden sich auf der zoombaren Karte der Franzisco-Josephinische Landesaufnahme (1869–1887), die auf der Seite mapire.eu/de ausgewählt werden kann.
Auf dieser Karte werden im unteren Bildbereich die Koordinaten des Mauszeigers angezeigt.
In der linken unteren Bildecke kann eine Übersichtskarte aufgeklappt werden.
Auf der Webseite www.zanikleobce.cz wurden von Pavel Beran unter Mitarbeit vieler anderer Autoren Daten über untergegangene, abgerissene, zerstörte, teilweise zerstörte und vom Verfall bedrohte Objekte in Tschechien gesammelt.
Dabei handelt es sich außer um Ortschaften und Einöden auch um Gebäude wie Kirchen, Synagogen, Brauereien, Mühlen, Fabriken usw.
Auf der Seite www.zanikleobce.cz/index.php?menu=11&okr=3401 befindet sich die Liste mit Links auf die untergegangenen Objekte im Okres Domažlice.
Für jedes Objekt wurden die Koordinaten, Zeitpunkt und Ursache des Unterganges, Grad der Zerstörung und heutiger Zustand dokumentiert.
Zu jedem Objekt können interaktive Karten angewählt werden, auf denen die Objekte als anklickbare Symbole dargestellt sind.
Die Seite wird fortlaufend vervollständigt. Sie ist in tschechischer Sprache, an der deutschen Übersetzung wird gearbeitet.
Viele ehemalige Gemeinden finden sich mit dem Datum ihrer schriftlichen Ersterwähnung (Prv.pis.zminka) im Historický lexikon obcí České republiky - 1869 - 2005 (deutsch: Historisches Lexikon der Gemeinden der Tschechischen Republik 1869 - 2005).
Die Einwohnerzahlen wurden teilweise aus den Volkszählungsergebnissen vom 1. Dezember 1930 entnommen.

## Liste der Wüstungen

### Bělá nad Radbuzou
| Bild           | Name-CZ                                   | Name-DE               | Anmerkungen | ÚSKP-Nr.     | Erste Erwähnung | Untergang Zeit | Untergang Grund       |
| -------------- | ----------------------------------------- | --------------------- | --- | ------------ | --------------- | -------------- | --------------------- |
| BW             | Buchar (Standort)                         | Buchenmühle           | Mühle |              |                 |                | Grenzanlagen          |
| BW             | Cihlářské Domky (Standort)                | Ziegelhütten          | Siedlung, 1913: 3 Häuser |              |                 | 1959           | Grenzanlagen          |
| weitere Bilder | Eisendorfská Huť, Železná Hut' (Standort) | Eisendorfhütte        | Siedlung, Ausgrabungen, Infotafel                                                                                                  |              | 1591            | 1950–1960      | Grenzanlagen          |
| BW             | Engelmühle (Standort)                     | Engelmühle            | Mühle |              |                 |                |                       |
| weitere Bilder | Frančina Huť (Standort)                   | Franzelhütte          | Siedlung |              | 1741            | 1950–1960      | Grenzanlagen          |
| BW             | Gailschlag - brusírna skla (Standort)     | Gailschlagschleife    | Spiegelschleife, 1913: 2 Häuser |              | 1839            | 1950-1960      |                       |
| weitere Bilder | Hamry (Standort)                          | Hammermühle           | Mühle |              |                 |                |                       |
| BW             | Hankova pila (Standort)                   | Hankasäge             | Fabrik |              |                 |                | Grenzanlagen          |
| weitere Bilder | Heiligenkreuz Mühle (Standort)            | Heiligenkreuz Mühle   | Mühle |              | 1678            |                |                       |
| weitere Bilder | Hleďsebe (Standort)                       | Siehdichfür           | Siedlung, 1839: 11 Häuser, 83 Einwohner, 1913: 10 Häuser, 97 Einwohner, eingeschult nach Wistersitz, eingepfarrt nach Heiligkreuz. |              | 1607            | nach 1945      | Vertreibung nach 1945 |
| BW             | Horní Hamr - brusírna skla (Standort)     | Ober-Hammer           | Spiegelschleife |              |                 | 1950-1960      |                       |
| weitere Bilder | Karlova Huť (Standort)                    | Karlbacher Hütten     | Gemeinde |              | 1789            | 1950–1960      | Grenzanlagen          |
| BW             | Lískovec (Újezd Svatého Kříže) (Standort) | Haselberg             | Siedlung |              | 1581            | nach 1945      | Vertreibung nach 1945 |
| BW             | Mühldicke (Standort)                      | Mühldicke             | Mühle |              |                 |                |                       |
| BW             | Novodvorský mlýn (Standort)               | Neuhofer Mühle        | Mühle |              |                 | 1950-1960      |                       |
| BW             | Pila Nový Dvůr (Standort)                 | Erlbachsäge           | Fabrik |              |                 | 1990-2000      |                       |
| weitere Bilder | Pleš (Standort)                           | Plöss                 | Gemeinde, Friedhof mit Grundmauern der Kirche, Gasthaus, einige Ferienhäuser.                                                      |              | 1606            | 1950–1960      | Grenzanlagen          |
| weitere Bilder | Rabov (Standort)                          | Rappauf               | Siedlung, bereits im 16. Jahrhundert als Plösser Hütte erwähnt                                                                     |              | 1913            | nach 1945      | Grenzanlagen          |
| weitere Bilder | Ruštejn (Standort)                        | Ruhstein              | Siedlung, einklassige Volksschule                                                                                                  |              | 1600            | 1950–1960      | Grenzanlagen          |
| weitere Bilder | Růžov (Standort)                          | Rosendorf             | Siedlung |              | 1735            | nach 1945      | Vertreibung nach 1945 |
| BW             | Růžovský mlýn (Standort)                  | Rosenmühle            | Mühle |              |                 | 1950-1960      |                       |
| BW             | Schwarzweyer (Standort)                   | Schwarzweyer          | Spiegelschleife |              |                 | nach 1945      | Vertreibung nach 1945 |
| BW             | Štráská Huť (Standort)                    | Strasshütten          | Siedlung |              | 1629            | nach 1945      | Grenzanlagen          |
| weitere Bilder | Újezd svatého Kříže- zámek (Standort)     | Heiligenkreuz-Schloss | Burg, Schloss | 29140/4-2252 | 1454            | 1970–1980      |                       |
| weitere Bilder | Václav (Standort)                         | Wenzelsdorf           | Siedlung, bereits im 16. Jahrhundert als Plösser Hütte erwähnt                                                                     |              | 1780            | nach 1945      | Grenzanlagen          |
| BW             | Veský mlýn (Standort)                     | Dorfmühle             | Mühle |              |                 |                | Grenzanlagen          |
| weitere Bilder | Wald-Kapelle (Standort)                   | Wald-Kapelle          | Kapelle |              |                 | nach 1945      | Grenzanlagen          |
| weitere Bilder | Waldorf (Standort)                        | Waldorf               | Siedlung, 1696: Glashütte, Jagdschloss des Baron Kotz, 1868: Dampfsäge, 1894: Schulhaus, 1939: 29 Häuser, 203 Einwohner            |              | 1696            | 1945-1950      | Vertreibung nach 1945 |
| BW             | Zankmühle (Standort)                      | Zankmühle             | Mühle |              |                 |                | Grenzanlagen          |

### Česká Kubice
| Bild           | Name-CZ                                 | Name-DE              | Anmerkungen            | ÚSKP-Nr. | Erste Erwähnung | Untergang Zeit | Untergang Grund       |
| -------------- | --------------------------------------- | -------------------- | ---------------------- | -------- | --------------- | -------------- | --------------------- |
| BW             | Bystřice (Standort)                     | Fichtenbach          | Gemeinde               |          | 1710            | 1950–1960      | Grenzanlagen          |
| BW             | Čertův mlýn (Standort)                  | Teufelsmühle         | Mühle                  |          |                 | 1945-1950      | Grenzanlagen          |
| BW             | Folmavský mlýn (Standort)               | Vollmaumühle         | Mühle                  |          |                 |                |                       |
| BW             | Kubička (Standort)                      | Plassendorf          | Siedlung               |          | 1707            |                |                       |
| BW             | Na Drahách (Spálenec) (Standort)        | Drahthäuser          | Siedlung               |          |                 |                | Grenzanlagen          |
| BW             | Na Lesní louce (Standort)               | Waldwiesen           | Einöde                 |          |                 | 1945–1950      | Grenzanlagen          |
| BW             | Pasovského chýše na Čerchově (Standort) | Schwarzkoppe/Čerchov | Hotel, Gasthaus, Hütte |          |                 | 1980-1990      | Grenzanlagen          |
| BW             | Petrova samota (Standort)               | Petergirgl           | Einöde                 |          |                 |                | Grenzanlagen          |
| BW             | Pochmühle (Standort)                    | Pochmühle            | Forsthaus              |          |                 |                | Grenzanlagen          |
| BW             | Pozorka (Standort)                      | Gibacht              | Einöde                 |          |                 | 1945–1950      | Vertreibung nach 1945 |
| BW             | Schmalz Mühle (Standort)                | Schmalz Mühle        | Mühle                  |          |                 |                | Grenzanlagen          |
| weitere Bilder | Spáleneček (Standort)                   | Klein Prennet        | Siedlung               |          | 1710            |                |                       |
| BW             | Stříbrné domky (Standort)               | Silberhäusler        | Siedlung               |          |                 |                | Vertreibung nach 1945 |
| BW             | U Kašpara (Standort)                    | Kasparbaude          | Einöde                 |          |                 |                |                       |
| BW             | Zámeček, Amerika (Standort)             | Zámeček              | Gemeinde               |          |                 |                |                       |

### Chodov u Domažlic
| Bild | Name-CZ                 | Name-DE      | Anmerkungen | ÚSKP-Nr. | Erste Erwähnung | Untergang Zeit | Untergang Grund       |
| ---- | ----------------------- | ------------ | ----------- | -------- | --------------- | -------------- | --------------------- |
| BW   | Rudolfa Pila (Standort) | Rudolfa Pila | Einöde      |          |                 |                | Vertreibung nach 1945 |

### Chrastavice
| Bild | Name-CZ                 | Name-DE      | Anmerkungen | ÚSKP-Nr. | Erste Erwähnung | Untergang Zeit | Untergang Grund |
| ---- | ----------------------- | ------------ | ----------- | -------- | --------------- | -------------- | --------------- |
| BW   | Spálený mlýn (Standort) | Spálený mlýn | Mühle       |          |                 |                |                 |

### Domažlice
| Bild | Name-CZ                  | Name-DE       | Anmerkungen | ÚSKP-Nr. | Erste Erwähnung | Untergang Zeit | Untergang Grund |
| ---- | ------------------------ | ------------- | ----------- | -------- | --------------- | -------------- | --------------- |
| BW   | Lonských mlýn (Standort) | Lonských mlýn | Mühle       |          |                 | 1960-1970      |                 |

### Draženov
| Bild | Name-CZ                | Name-DE   | Anmerkungen | ÚSKP-Nr. | Erste Erwähnung | Untergang Zeit | Untergang Grund |
| ---- | ---------------------- | --------- | ----------- | -------- | --------------- | -------------- | --------------- |
| BW   | Dlouhý mlýn (Standort) | Langmühle | Mühle       |          |                 | Nach 2000      |                 |

### Havlovice
| Bild | Name-CZ              | Name-DE      | Anmerkungen | ÚSKP-Nr. | Erste Erwähnung | Untergang Zeit | Untergang Grund |
| ---- | -------------------- | ------------ | ----------- | -------- | --------------- | -------------- | --------------- |
| BW   | Na Šlejfu (Standort) | Glasschleife | Mühle       |          |                 | 1945-1950      |                 |

### Holýšov
| Bild | Name-CZ              | Name-DE   | Anmerkungen | ÚSKP-Nr. | Erste Erwähnung | Untergang Zeit | Untergang Grund |
| ---- | -------------------- | --------- | ----------- | -------- | --------------- | -------------- | --------------- |
| BW   | Hořina (Standort)    | Hořina    | Einöde      |          |                 |                |                 |
| BW   | Kaderovna (Standort) | Kaderovna | Forsthaus   |          |                 |                |                 |

### Hora Svatého Václava
| Bild           | Name-CZ               | Name-DE    | Anmerkungen | ÚSKP-Nr. | Erste Erwähnung | Untergang Zeit | Untergang Grund |
| -------------- | --------------------- | ---------- | ----------- | -------- | --------------- | -------------- | --------------- |
| weitere Bilder | Bílý mlýn (Standort)  | Weissmühle | Mühle       |          |                 |                |                 |
| BW             | Hlinišťata (Standort) | Latschner  | Einöde      |          |                 |                |                 |

### Horšovský Týn
| Bild | Name-CZ                                            | Name-DE                                 | Anmerkungen    | ÚSKP-Nr. | Erste Erwähnung | Untergang Zeit | Untergang Grund |
| ---- | -------------------------------------------------- | --------------------------------------- | -------------- | -------- | --------------- | -------------- | --------------- |
| BW   | Horšovský Týn - kostel P. Marie Lurdské (Standort) | Horšovský Týn - kostel P. Marie Lurdské | Kirchengebäude |          | 1913            | 1950-1960      |                 |
| BW   | Panský mlýn (Standort)                             | Herrenmühle                             | Mühle          |          |                 |                |                 |

### Hostouň
| Bild           | Name-CZ                    | Name-DE           | Anmerkungen | ÚSKP-Nr. | Erste Erwähnung | Untergang Zeit | Untergang Grund |
| -------------- | -------------------------- | ----------------- | ----------- | -------- | --------------- | -------------- | --------------- |
| BW             | Hamerský mlýn (Standort)   | Hassatitzerhammer | Einöde      |          |                 | 1960-1970      | Grenzanlagen    |
| weitere Bilder | Hostouňský mlýn (Standort) | Hostauer Mühle    | Mühle       |          |                 | 1960–1970      |                 |
| BW             | Zankhammer (Standort)      | Zankhammer        | Einöde      |          |                 |                |                 |

### Hradiště u Domažlic
| Bild | Name-CZ            | Name-DE        | Anmerkungen | ÚSKP-Nr. | Erste Erwähnung | Untergang Zeit | Untergang Grund |
| ---- | ------------------ | -------------- | ----------- | -------- | --------------- | -------------- | --------------- |
| BW   | Podhora (Standort) | Wasenmeisterei | Einöde      |          |                 |                |                 |

### Hvožďany u Poběžovic
| Bild | Name-CZ                       | Name-DE       | Anmerkungen | ÚSKP-Nr. | Erste Erwähnung | Untergang Zeit | Untergang Grund       |
| ---- | ----------------------------- | ------------- | ----------- | -------- | --------------- | -------------- | --------------------- |
| BW   | Nová Pila (Standort)          | Neu Sägemühle | Mühle       |          |                 |                |                       |
| BW   | Papírna (brusírna) (Standort) | Papier Mühle  | Fabrik      |          |                 |                |                       |
| BW   | Popelmühle (Standort)         | Popelmühle    | Fabrik      |          |                 |                |                       |
| BW   | Rajský mlýn (Standort)        | Paradeismühle | Mühle       |          |                 |                | Vertreibung nach 1945 |
| BW   | Wutzenmühle (Standort)        | Wutzenmühle   | Mühle       |          |                 |                | Vertreibung nach 1945 |

### Kanice u Domažlic
| Bild | Name-CZ            | Name-DE | Anmerkungen | ÚSKP-Nr. | Erste Erwähnung | Untergang Zeit | Untergang Grund |
| ---- | ------------------ | ------- | ----------- | -------- | --------------- | -------------- | --------------- |
| BW   | Kotrbov (Standort) | Kotrbov | Einöde      |          |                 |                |                 |

### Klenčí pod Čerchovem
| Bild           | Name-CZ                     | Name-DE       | Anmerkungen | ÚSKP-Nr. | Erste Erwähnung | Untergang Zeit | Untergang Grund       |
| -------------- | --------------------------- | ------------- | ----------- | -------- | --------------- | -------------- | --------------------- |
| weitere Bilder | Capartice (Standort)        | Nepomuk       | Gemeinde    |          |                 | 1950–1960      | Grenzanlagen          |
| BW             | Černá Řeka (Standort)       | Sophienthal   | Siedlung    |          |                 | 1950–1960      | Grenzanlagen          |
| BW             | Černořecká Huť (Standort)   | Sophienhütte  | Siedlung    |          |                 | 1950–1960      | Grenzanlagen          |
| weitere Bilder | Jindřichova Hora (Standort) | Heinrichsberg | Siedlung    |          |                 | 1950–1960      | Grenzanlagen          |
| BW             | Puch (Standort)             | Puch          | Mühle       |          |                 |                | Vertreibung nach 1945 |

### Meclov
| Bild | Name-CZ               | Name-DE      | Anmerkungen | ÚSKP-Nr. | Erste Erwähnung | Untergang Zeit | Untergang Grund |
| ---- | --------------------- | ------------ | ----------- | -------- | --------------- | -------------- | --------------- |
| BW   | Dolní mlýn (Standort) | Untere Mühle | Mühle       |          |                 | 1960-1970      |                 |
| BW   | Starý mlýn (Standort) | Alt Mühle    | Mühle       |          |                 | 1950-1960      |                 |

### Mnichov u Poběžovic
| Bild           | Name-CZ                      | Name-DE                | Anmerkungen    | ÚSKP-Nr. | Erste Erwähnung | Untergang Zeit | Untergang Grund |
| -------------- | ---------------------------- | ---------------------- | -------------- | -------- | --------------- | -------------- | --------------- |
| BW             | Glasschleifen (Standort)     | Glasschleifen          | Fabrik         |          |                 |                |                 |
| BW             | Hamerská brusírna (Standort) | Hammerschleife         | Fabrik         |          |                 |                |                 |
| weitere Bilder | Pivoň - Kloster (Standort)   | Stockau, Kloster       | Kirchengebäude |          | 1256            | nach 1945      |                 |
| BW             | Pivoň mlýn a pila (Standort) | Stockau Mühle und Säge | Mühle          |          | 1839            | 1960-1970      |                 |
| BW             | Rangers Schleifen (Standort) | Rangers Schleifen      | Mühle          |          |                 |                |                 |
| BW             | Rothen Mühle (Standort)      | Rothen Mühle           | Mühle          |          |                 |                |                 |
| BW             | Skláře (Standort)            | Glaserau               | Siedlung       |          | 1593            |                | Grenzanlagen    |
| weitere Bilder | Vyhlídka (Standort)          | Vyhlídka               | Gemeinde       |          |                 |                | Grenzanlagen    |

### Mrákov
| Bild | Name-CZ                  | Name-DE       | Anmerkungen | ÚSKP-Nr. | Erste Erwähnung | Untergang Zeit | Untergang Grund |
| ---- | ------------------------ | ------------- | ----------- | -------- | --------------- | -------------- | --------------- |
| BW   | Rochecký mlýn (Standort) | Rochecký mlýn | Mühle       |          |                 | 1945-1950      |                 |

### Mutěnín
| Bild | Name-CZ                      | Name-DE      | Anmerkungen | ÚSKP-Nr. | Erste Erwähnung | Untergang Zeit | Untergang Grund |
| ---- | ---------------------------- | ------------ | ----------- | -------- | --------------- | -------------- | --------------- |
| BW   | Englova chaloupka (Standort) | Engelhäusel  | Forsthaus   |          |                 |                |                 |
| BW   | Pleschhammer (Standort)      | Pleschhammer | Mühle       |          |                 | 1950-1960      |                 |
| BW   | Stoffelmühle (Standort)      | Stoffelmühle | Mühle       |          |                 |                |                 |

### Nemanice
| Bild           | Name-CZ                         | Name-DE                           | Anmerkungen                                               | ÚSKP-Nr. | Erste Erwähnung | Untergang Zeit  | Untergang Grund                                              |
| -------------- | ------------------------------- | --------------------------------- | --------------------------------------------------------- | -------- | --------------- | --------------- | ------------------------------------------------------------ |
| BW             | Bayerův mlýn (Standort)         | Bayermühle                        | Mühle                                                     |          |                 |                 |                                                              |
| BW             | Cihelna (Standort)              | Ziegelei                          | Siedlung                                                  |          |                 | 1950-1960       | Grenzanlagen                                                 |
| BW             | Dietlův Dvůr (Standort)         | Dietlhof                          | Siedlung                                                  |          |                 | 1950–1960       | Grenzanlagen                                                 |
| BW             | Dolní Úpor (Standort)           | Unter Anger                       | Siedlung                                                  |          |                 | 1950–1960       | Grenzanlagen                                                 |
| weitere Bilder | Kaplička (Standort)             | Kapellen                          | Kapelle                                                   |          | 1692            | 18. Jahrhundert | zerstört unter Kaiser Joseph II. im Rahmen des Josephinismus |
| weitere Bilder | Křížová Huť (Standort)          | Kreuzhütte                        | Einöde                                                    |          | 1708            | nach 1945       | Vertreibung nach 1945                                        |
| BW             | Liščí domky (Standort)          | Fuchsenhäuseln                    | Siedlung                                                  |          |                 |                 |                                                              |
| weitere Bilder | Lísková (Standort)              | Haselbach                         | Gemeinde                                                  |          | 1546            | 1950–1960       | Grenzanlagen                                                 |
| BW             | Lískovec (Lučina) (Standort)    | Haselberg                         | Siedlung                                                  |          | 1650            | 1950–1960       | Grenzanlagen                                                 |
| weitere Bilder | Lučina (Standort)               | Grafenried                        | Gemeinde, Archäologische Ausgrabungen, Informationstafeln |          | 1282            | 1950–1960       | Grenzanlagen                                                 |
| BW             | Martini (Standort)              | Martini                           | Einöde                                                    |          |                 |                 | Grenzanlagen                                                 |
| BW             | Martinovský mlýn (Standort)     | Martins Mühle                     | Mühle                                                     |          |                 |                 |                                                              |
| weitere Bilder | Mýtnice (Standort)              | Mauthaus                          | Gemeinde                                                  |          | 1764            | 1950–1960       | Grenzanlagen                                                 |
| weitere Bilder | Nemaničky (Standort)            | Schmalzgruben                     | Gemeinde                                                  |          |                 | nach 1945       | Grenzanlagen                                                 |
| weitere Bilder | Novosedly (Nemanice) (Standort) | Neubau                            | Gemeinde                                                  |          |                 | 1950–1960       | Grenzanlagen                                                 |
| BW             | Osli Domky (Standort)           | Eselhäuser                        | Einöde                                                    |          |                 |                 | Grenzanlagen                                                 |
| weitere Bilder | Pila (Standort)                 | Seeg                              | Siedlung                                                  |          | 1613            | 1950–1960       | Grenzanlagen                                                 |
| BW             | Pimeisl (Standort)              | Pimeisl                           | Mühle                                                     |          |                 |                 |                                                              |
| weitere Bilder | Poch Mühle (Standort)           | Poch Mühle                        | Mühle                                                     |          |                 | vor 1945        |                                                              |
| BW             | Portnermühle (Standort)         | Portnermühle                      | Mühle                                                     |          |                 | 1950-1960       | Grenzanlagen                                                 |
| BW             | Sand Pochermühle (Standort)     | Sand Pochermühle                  | Mühle                                                     |          |                 | 1950-1960       | Grenzanlagen                                                 |
| BW             | Schickenhöf (Standort)          | Schickenhöf, Schick, Schlickenhöf | Einöde                                                    |          |                 |                 | Grenzanlagen                                                 |
| BW             | Upor (Standort)                 | Anger                             | Siedlung                                                  |          | 1619            | 1945–1950       | Grenzanlagen                                                 |
| BW             | Valtířov (Standort)             | Waltersgrün                       | Gemeinde                                                  |          | 1115            | nach 1945       | Grenzanlagen                                                 |
| BW             | Wastlův mlýn (Standort)         | Wastelhauselmühle                 | Mühle                                                     |          |                 |                 | Grenzanlagen                                                 |

### Neuměř
| Bild | Name-CZ           | Name-DE | Anmerkungen | ÚSKP-Nr. | Erste Erwähnung | Untergang Zeit | Untergang Grund |
| ---- | ----------------- | ------- | ----------- | -------- | --------------- | -------------- | --------------- |
| BW   | Trubce (Standort) | Trubitz | Gutshaus    |          |                 |                |                 |

### Nová Ves u Kdyně
| Bild | Name-CZ            | Name-DE       | Anmerkungen | ÚSKP-Nr. | Erste Erwähnung | Untergang Zeit | Untergang Grund |
| ---- | ------------------ | ------------- | ----------- | -------- | --------------- | -------------- | --------------- |
| BW   | U Mlýna (Standort) | Bei der Mühle | Einöde      |          |                 | 1945-1950      |                 |

### Otov
| Bild | Name-CZ                 | Name-DE        | Anmerkungen | ÚSKP-Nr. | Erste Erwähnung | Untergang Zeit | Untergang Grund |
| ---- | ----------------------- | -------------- | ----------- | -------- | --------------- | -------------- | --------------- |
| BW   | Otovský mlýn (Standort) | Wottawau Mühle | Mühle       |          |                 | 1970-1980      |                 |

### Pelechy
| Bild | Name-CZ          | Name-DE     | Anmerkungen | ÚSKP-Nr. | Erste Erwähnung | Untergang Zeit | Untergang Grund |
| ---- | ---------------- | ----------- | ----------- | -------- | --------------- | -------------- | --------------- |
| BW   | Šnory (Standort) | Kohlstätten | Siedlung    |          | 1730            | nach 1945      |                 |

### Poběžovice
| Bild | Name-CZ                              | Name-DE            | Anmerkungen | ÚSKP-Nr. | Erste Erwähnung | Untergang Zeit | Untergang Grund       |
| ---- | ------------------------------------ | ------------------ | ----------- | -------- | --------------- | -------------- | --------------------- |
| BW   | Eichelmühle (Standort)               | Eichelmühle        | Mühle       |          |                 |                |                       |
| BW   | Krausova cihelna (Standort)          | Kraus Ziegelei     | Fabrik      |          |                 |                |                       |
| BW   | Na Eichelbühlu (brusírna) (Standort) | Eichelbühlschleife | Fabrik      |          |                 |                |                       |
| BW   | Panská cihelna (Standort)            | Panská cihelna     | Fabrik      |          |                 | 1945-1950      |                       |
| BW   | Papírna (brusírna) (Standort)        | Papierschleife     | Fabrik      |          |                 |                |                       |
| BW   | Sezemín (Standort)                   | Zeisermühl         | Siedlung    |          |                 | nach 1945      | Vertreibung nach 1945 |
| BW   | Sezemínský mlýn (Standort)           | Zeisermühle        | Mühle       |          |                 |                |                       |
| BW   | Volfagangova Brusírna (Standort)     | Wolfgangschleife   | Fabrik      |          |                 |                |                       |
| BW   | Zámeček (brusírna) (Standort)        | Schlössel          | Fabrik      |          |                 |                |                       |
| BW   | Živcový mlýn (Standort)              | Spat Mühle         | Mühle       |          |                 | 1950-1960      |                       |

### Pomezí
| Bild | Name-CZ                      | Name-DE   | Anmerkungen | ÚSKP-Nr. | Erste Erwähnung | Untergang Zeit | Untergang Grund |
| ---- | ---------------------------- | --------- | ----------- | -------- | --------------- | -------------- | --------------- |
| BW   | Švarcava (Pomezí) (Standort) | Schwarzau | Siedlung    |          |                 | 1945–1950      | Grenzanlagen    |

### Postřekov
| Bild           | Name-CZ                       | Name-DE     | Anmerkungen | ÚSKP-Nr. | Erste Erwähnung | Untergang Zeit | Untergang Grund |
| -------------- | ----------------------------- | ----------- | ----------- | -------- | --------------- | -------------- | --------------- |
| BW             | Nový mlýn (Standort)          | Neumühle    | Mühle       |          |                 |                |                 |
| weitere Bilder | Nuzarov (Standort)            | Nimvorgut   | Siedlung    |          | 1750            | 1950–1960      | Grenzanlagen    |
| BW             | Papírna (brusírna) (Standort) | Papiermühle | Fabrik      |          |                 |                |                 |
| BW             | Pochmühle (Standort)          | Pochmühle   | Mühle       |          |                 |                |                 |
| BW             | Podhamří (Standort)           | Hammerhof   | Gutshaus    |          |                 |                |                 |

### Rybník nad Radbuzou
| Bild           | Name-CZ                                    | Name-DE           | Anmerkungen | ÚSKP-Nr.     | Erste Erwähnung | Untergang Zeit | Untergang Grund       |
| -------------- | ------------------------------------------ | ----------------- | --- | ------------ | --------------- | -------------- | --------------------- |
| weitere Bilder | Bedřichov (Standort)                       | Friedrichshof     | Siedlung; 1930: 17 Häuser, 97 Deutsche                                                                                                   |              | 1706            | nach 1945      | Vertreibung nach 1945 |
| weitere Bilder | Bernštejn (Standort)                       | Bernstein         | Siedlung; 1930: 17 Häuser, 95 Deutsche, 2 Tschechen, 1 Ausländer                                                                         |              | 1670            | 1950–1960      | Grenzanlagen          |
| weitere Bilder | Dianin Dvůr (Standort)                     | Dianahof          | Siedlung, Jagdschlösschen der Familie Coudenhove-Kalergi unter Denkmalschutz Nr.: monumnet.npu.cz                                        | 29252/4-5179 | 1812            | 1950–1960      | Grenzanlagen          |
| weitere Bilder | Dolní Huť (Standort)                       | Unterhütten       | Siedlung; 1930: 50 Häuser, 361 Deutsche, 21 Tschechen, 3 Ausländer                                                                       |              | 1750            | 1950–1960      | Grenzanlagen          |
| weitere Bilder | Draha (Standort)                           | Droth             | Siedlung |              |                 | 1950–1960      | Grenzanlagen          |
| weitere Bilder | Františkova Studánka (Standort)            | Franzbrunnhütte   | Siedlung; 1930: 4 Häuser, 34 Deutsche |              | 1696            |                | Grenzanlagen          |
| BW             | Hansadl (Standort)                         | Hansadl           | Einöde |              |                 | 1950–1960      | Grenzanlagen          |
| BW             | Herštejnské Chalupy (Standort)             | Hirschsteinhäusel | Gemeinde, 1839: 12 Häuser und 107 Einwohner, 1896 Expositur zur Stockauer Schule, 1913: 33 Häuser und 233 Einwohner, 1939: 213 Einwohner |              | 1705            | 1950–1960      | Grenzanlagen          |
| weitere Bilder | Horka (Standort)                           | Putzbühl          | Siedlung; 1930: 6 Häuser, 31 Deutsche |              | 1675            | 1951           | Vertreibung nach 1945 |
| weitere Bilder | Horní Huť (Standort)                       | Oberhütten        | Siedlung; 1930: 59 Häuser, 414 Deutsche (mit Paadorf)                                                                                    |              | 1650            | 1950–1960      | Grenzanlagen          |
| weitere Bilder | Hraničná (Standort)                        | Paadorf           | Siedlung |              | 1872            | 1950–1960      | Grenzanlagen          |
| weitere Bilder | Jánská Huť (Standort)                      | Johanneshütte     | Siedlung; 1930: 8 Häuser, 62 Deutsche |              | 1776            | 1950–1960      | Grenzanlagen          |
| weitere Bilder | Knežská (Standort)                         | Pfaffenberg       | Siedlung; 1930: 4 Häuser, 25 Deutsche |              | 1589            | 1945–1950      | Vertreibung nach 1945 |
| weitere Bilder | Korytany (Standort)                        | Rindl             | Gemeinde; 1930: 43 Häuser, 239 Deutsche                                                                                                  |              | 1589            | 1945–1950      | Vertreibung nach 1945 |
| weitere Bilder | Liščí Hora (Standort)                      | Fuchsberg         | Siedlung, 1839: 12 Häuser und 116 Einwohner. 1913: 16 Häuser und 106 Einwohner. 1930: 16 Häuser, 99 Deutsche, 1 Tscheche.                |              | 1577            | nach 1945      | Vertreibung nach 1945 |
| BW             | Lohhäusel (Standort)                       | Lohhäusel         | Forsthaus |              |                 |                | Grenzanlagen          |
| weitere Bilder | Malý Horšín (Standort)                     | Klein Gorschin    | Siedlung; 1930: 8 Häuser, 37 Deutsche |              | 1644            | 1950–1960      | Grenzanlagen          |
| BW             | Mladé Korytany (Standort)                  | Jungrindl         | Siedlung |              | 1780            | 1950–1960      | Grenzanlagen          |
| BW             | Mlynářka (Standort)                        | Schnaggenmühl     | Siedlung; 1930: 7 Häuser, 42 Deutsche |              | 1650            | 1950–1960      | Grenzanlagen          |
| weitere Bilder | Mostek (Standort)                          | Schwanenbrückl    | Gemeinde; 1930: 49 Häuser, 255 Deutsche, 5 Andere                                                                                        | 100951       | 1573            | 1950–1960      | Grenzanlagen          |
| weitere Bilder | Novosedly (Rybník nad Radbuzou) (Standort) | Neubäu            | Siedlung; 1930: 42 Häuser, 298 Deutsche                                                                                                  |              | 1596            | 1950–1960      | Grenzanlagen          |
| weitere Bilder | Nový mlýn (Standort)                       | Neumühle          | Mühle |              |                 | 1945-1950      |                       |
| BW             | Rothhäusel (Standort)                      | Rothhäusel        | Einöde |              |                 |                |                       |
| weitere Bilder | Stará Huť (Standort)                       | Althütten         | Siedlung; 1930: 58 Häuser, 397 Deutsche, 32 Tschechen, 6 Ausländer                                                                       |              | 1579            | 1950–1960      | Grenzanlagen          |
| weitere Bilder | Švarcava (okres Domažlice) (Standort)      | Schwarzach        | Gemeinde; 1930: 19 Häuser, 78 Deutsche, 18 Tschechen                                                                                     |              | 1626            | 1950–1960      | Grenzanlagen          |
| weitere Bilder | Velký Horšín (Standort)                    | Groß Gorschin     | Gemeinde; 1930: 14 Häuser, 81 Deutsche                                                                                                   |              | 1574            | nach 1945      | Grenzanlagen          |
| BW             | Wespenhäuseln (Standort)                   | Wespenhäuseln     | Siedlung |              |                 |                | Grenzanlagen          |

### Srby u Horšovského Týna
| Bild | Name-CZ                                          | Name-DE        | Anmerkungen            | ÚSKP-Nr. | Erste Erwähnung | Untergang Zeit | Untergang Grund |
| ---- | ------------------------------------------------ | -------------- | ---------------------- | -------- | --------------- | -------------- | --------------- |
| BW   | Ferdinandovo údolí - hostinec s pilou (Standort) | Ferdinandsthal | Hotel, Gasthaus, Hütte |          |                 |                |                 |
| BW   | Pickelmühle (Standort)                           | Pickelmühle    | Mühle                  |          |                 |                |                 |

### Velký Malahov
| Bild | Name-CZ                | Name-DE     | Anmerkungen | ÚSKP-Nr. | Erste Erwähnung | Untergang Zeit | Untergang Grund |
| ---- | ---------------------- | ----------- | ----------- | -------- | --------------- | -------------- | --------------- |
| BW   | Hudel Mühle (Standort) | Hudel Mühle | Mühle       |          |                 |                |                 |

### Vidice
| Bild           | Name-CZ              | Name-DE    | Anmerkungen | ÚSKP-Nr. | Erste Erwähnung | Untergang Zeit | Untergang Grund       |
| -------------- | -------------------- | ---------- | ----------- | -------- | --------------- | -------------- | --------------------- |
| weitere Bilder | Chřebřany (Standort) | Krebrscham | Gemeinde    |          | 1379            | nach 1945      | Vertreibung nach 1945 |
| BW             | Nasetice (Standort)  | Nassatitz  | Gutshaus    |          |                 |                |                       |

### Vlkanov u Nového Kramolína
| Bild | Name-CZ              | Name-DE    | Anmerkungen | ÚSKP-Nr. | Erste Erwähnung | Untergang Zeit | Untergang Grund |
| ---- | -------------------- | ---------- | ----------- | -------- | --------------- | -------------- | --------------- |
| BW   | Pohodnice (Standort) | Abdeckerei | Einöde      |          |                 |                |                 |

### Všeruby u Kdyně
| Bild           | Name-CZ                         | Name-DE            | Anmerkungen | ÚSKP-Nr. | Erste Erwähnung | Untergang Zeit | Untergang Grund       |
| -------------- | ------------------------------- | ------------------ | ----------- | -------- | --------------- | -------------- | --------------------- |
| BW             | Buchar (Standort)               | Puchermühle        | Mühle       |          |                 | 1945-1950      |                       |
| BW             | Chalupy (Standort)              | Friedrichsthal     | Gemeinde    |          |                 |                | Grenzanlagen          |
| BW             | Draxelmühle (Standort)          | Draxelmühle        | Mühle       |          |                 |                | Grenzanlagen          |
| BW             | Kosteliště (Standort)           | Johanneskirchl     | Einöde      |          |                 |                |                       |
| BW             | Malý Myslív (Standort)          | Klein Schneiderhof | Siedlung    |          |                 | 1945–1950      | Grenzanlagen          |
| BW             | Modelpfarrer (Standort)         | Modelpfarrer       | Einöde      |          |                 |                |                       |
| BW             | Modl (Standort)                 | Modl               | Einöde      |          |                 | 1945–1950      | Grenzanlagen          |
| BW             | Myslív (Standort)               | Schneiderhof       | Gemeinde    |          | 1570            | 1950–1960      | Grenzanlagen          |
| BW             | Na Drahách (Všeruby) (Standort) | Drahthäuser        | Ortsteil    |          |                 |                | Grenzanlagen          |
| BW             | Na rybníce (Standort)           | Weihermühle        | Mühle       |          |                 | 1945-1950      | Grenzanlagen          |
| BW             | Na Samotě (Standort)            | Einödhof           | Einöde      |          |                 | 1945–1950      | Grenzanlagen          |
| BW             | Ovčí Vrch (Standort)            | Schafberg          | Siedlung    |          |                 |                | Vertreibung nach 1945 |
| BW             | Perzlův mlýn (Standort)         | Berzelmühle        | Mühle       |          |                 |                | Grenzanlagen          |
| weitere Bilder | Pláně (Standort)                | Plöß               | Gemeinde    |          | 1379            | nach 1945      | Grenzanlagen          |
| BW             | Pomezí (Standort)               | Springenberg       | Gemeinde    |          |                 | nach 1945      | Vertreibung nach 1945 |
| BW             | Slatiny (Standort)              | Taxelmoos          | Gemeinde    |          | 1750            |                |                       |
| weitere Bilder | Sruby (Standort)                | Heuhof             | Gemeinde    |          | 1086            | 1950–1960      |                       |
| BW             | Stará Hospoda (Standort)        | Altwirt            | Einöde      |          |                 |                |                       |
| BW             | Šteflův mlýn (Standort)         | Steffel Mühle      | Mühle       |          |                 |                | Grenzanlagen          |
| BW             | Studánky (Standort)             | Kaltenbrunn        | Gemeinde    |          | 1645            | 1966           | durch Sturm zerstört  |
| BW             | Sudel (Standort)                | Hanna              | Einöde      |          |                 |                | Grenzanlagen          |
| BW             | Švarcavský mlýn (Standort)      | Schwarzauermühle   | Mühle       |          |                 |                | Grenzanlagen          |
| BW             | Svatá Anna (Standort)           | Tannaberg          | Gemeinde    |          |                 | 1945–1950      | Grenzanlagen          |
| BW             | Sviňský mlýn (Standort)         | Saumühle           | Mühle       |          |                 |                | Grenzanlagen          |
| BW             | Tavírna (Standort)              | Schmelzhütte       | Siedlung    |          |                 |                |                       |
| BW             | Tomův mlýn (Standort)           | Thomamühle         | Mühle       |          |                 |                |                       |
| BW             | U Drvaře (Standort)             | Holzschläger       | Einöde      |          |                 |                | Grenzanlagen          |
| BW             | U lesa (Standort)               | Holzmühle          | Mühle       |          |                 |                | Grenzanlagen          |
| BW             | U Pavla (Standort)              | Beim Pavla         | Einöde      |          |                 |                | Grenzanlagen          |
| BW             | U Ševce (Standort)              | Schuster           | Einöde      |          |                 |                | Grenzanlagen          |
| BW             | Žabí dvůr (Standort)            | Froschhof          | Gutshaus    |          |                 | 1960–1970      |                       |

### Zahořany u Domažlic
| Bild | Name-CZ                  | Name-DE        | Anmerkungen | ÚSKP-Nr. | Erste Erwähnung | Untergang Zeit | Untergang Grund |
| ---- | ------------------------ | -------------- | ----------- | -------- | --------------- | -------------- | --------------- |
| BW   | Markýta (Standort)       | Markyta        | Forsthaus   |          |                 | 1960–1970      |                 |
| BW   | Moravcův mlýn (Standort) | Morawetz Mühle | Mühle       |          |                 | Nach 2000      |                 |
| BW   | Prudice (Standort)       | Prudice        | Gutshaus    |          |                 |                |                 |